# Fenghuangcheng (köpinghuvudort i Kina, Shanxi Sheng, lat 39,76, long 112,18)
Fenghuangcheng (kinesiska: 凤凰城) är en köpinghuvudort i Kina. Den ligger i provinsen Shanxi, i den norra delen av landet, omkring 210 kilometer norr om provinshuvudstaden Taiyuan. Antalet invånare är 5 622. Befolkningen består av 2 721 kvinnor och 2 901 män. Barn under 15 år utgör 15,0 %, vuxna 15-64 år 74 %, och äldre över 65 år 10,0 %.
Runt Fenghuangcheng är det ganska tätbefolkat, med 149 invånare per kvadratkilometer. Närmaste större samhälle är Zuhu, 12,7 km väster om Fenghuangcheng. Trakten runt Fenghuangcheng består i huvudsak av gräsmarker.
Genomsnittlig årsnederbörd är 614 millimeter. Den regnigaste månaden är juli, med i genomsnitt 179 mm nederbörd, och den torraste är december, med 3 mm nederbörd.